# Флотація мідних сульфідних руд
Флотація мідних сульфідних руд

## Характеристика вихідної сировини
Мідні руди поділяються на сульфідні (вміст оксидів міді до 15%), змішані (вміст оксидів міді до 50 — 75%) і окиснені (вміст оксидів міді більше 50 — 75%). За текстурними особливостями руди, що містять мідь, підрозділяються на масивні або суцільні і вкраплені. В первинних рудах більшості промислових родовищ мідь присутня в сульфідної формі. До промислових відносять руди, які містять понад 0,3% міді, яка на 85 — 90% представлена сульфідними мінералами. В зонах окиснення мідь представлена карбонатами, силікатами, сульфатами, оксидами і іншими сполуками. Незмінним супутником сульфідів міді є сульфіди заліза. Характеристика найбільш розповсюджених мінералів міді і заліза, які містяться у мідевмісних рудах наведена в табл. Як самостійний мінерал в родовищах зустрічається самородна мідь (вміст міді 97 — 99%).
Найбільш розповсюдженим сульфідним мінералом в сульфідних рудах є пірит. Крім піриту в мідно-колчеданних рудах зустрічаються марказит (поліморфна форма піриту), піротин і арсенопірит FeAsS.
Породні мінерали залежно від генезису родовища можуть бути представлені різними співвідношеннями кварцу, польових шпатів, серицитових і хлоритових сланців, вохристо-глинистого матеріалу, кальциту і деяких інших мінералів.
Залежно від мінерального складу, крупності мінералів, характеру вкраплення цінних мінералів і мінералів пустої породи, форми рудного тіла і його генезису промислові родовища міді діляться на 6 генетичних груп: магматичні, карбонатитові, скарнові, гідротермальні, колчеданні і стратиформні.
Магматичні родовища представлені мідно-нікелевими і мідно-ванадієвими комплексними рудами, які крім міді (вміст 1 — 2%) містять нікель, залізо, ванадій, титан, фосфор, кобальт, золото, платину, розсіяні елементи. Нерудні мінерали представлені головним чином плагіоклазом і піроксеном.
Карбонатитові мідні руди дуже рідкісні, в них крім міді міститься магнетит, а породи представлені карбонатами, олівіном, апатитом.
Скарнові мідні руди — комплексні, в них присутні молібден, кобальт, бісмут, селен, телур, залізо, свинець, стибій, арсен, нікель, олово, вольфрам. Сульфідні мінерали в цих рудах мають нерівномірне вкраплення і асоційовані з епідотом, кварцом, кальцитом.
До гідротермальних відносять родовища мідно-порфірові, кварц-сульфідні і самородної міді.
Мідно-порфірові руди займають перше місце за запасами і видобутком міді (близько 40% світового видобутку міді). Висока промислова цінність цих руд визначається великими розмірами рудних тіл, неглибоким їх заляганням, рівномірним розподілом металу. Вміст міді в мідно-порфірових рудах коливається в межах 0,4 — 1,2%. Рудні мінерали — малахіт, азурит, куприт, брошантит, хризокола, халькозин, пірит. Іноді в рудах присутні магнетит, сфалерит, борніт, галеніт, гематит.
В кварц-сульфідних або жильних рудах рудні мінерали представлені магнетитом, халькопіритом і іноді молібденітом, а нерудні — кальцитом, кварцом, серицитом і хлоритом, а також іноді баритом і флюоритом. Для цих руд характерна жильна, прожилкова і вкраплена текстура. Залягають вони на глибини 30 — 40 м, вміст окиснених руд не перевищує 5% всіх кварц-сульфідних руд. Кварц-сульфідні руди мають другорядне значення.
Залежно від вмісту міді руди підрозділяються на багаті (вміст міді більше 2%), середні (вміст міді 0,8 — 2%), бідні (вміст міді 0,3 — 0,8%) і забалансові (вміст міді менше 0,3%). Мідь в таких рудах представлена головним чином халькопіритом. У зонах вторинного збагачення родовищ цих руд значна частина міді може бути представлена вторинними сульфідами — ковеліном, халькозином, борнітом і сульфосолями — енаргітом, тетраедритом і тенантитом. Досить часто руди містять у промислових кількостях благородні метали, які зв'язані в основному з піритом і халькопіритом, значно рідше — з піротином.

## Режимні параметри флотації руд
Реагентні режими і схеми флотаційного збагачення мідних руд, які забезпечують отримання кондиційних концентратів, залежать від їхнього речовинного складу і визначаються у першу чергу співвідношенням мінеральних форм міді і заліза, вмістом піриту і ступенем його активації, ступенем окиснення сульфідів міді, складом породи, кількістю розчинних солей і шламів та інших факторів, що визначають поверхневі властивості і флотованість мінералів, які розділяються при селективної флотації.
Сульфідні мінерали міді добре флотують сульфгідрильними збирачами у досить широкому діапазоні рН, тому що вони володіють високою здатністю до сорбції, яка залежить від ступеня окиснення сульфідної поверхні і вмісту міді. За флотованістю ксантогенатами мідні мінерали можна розташувати у такий послідовності: халькопірит — борніт — ковелін — халькозин.
Свіжеоголена і чиста сульфідна поверхня мідних мінералів володіє деякою гідрофобністю, що сприяє закріпленню на ній збирача. Однак окиснення поверхні сульфідних мінералів відбувається швидко, особливо при подрібненні. При окисненні флотованість сульфідів різко знижується в результаті утворення на поверхні мінералів важкорозчинних окисних сполук, які перешкоджають сорбції збирача.
Найбільш розповсюдженими сульфгідрильними збирачами при флотації сульфідних мінералів міді є ксантогенати, ефективність дії яких залежить від довжини вуглеводневого радикала. Усі сульфіди міді також добре флотуються дитіофосфатами, дитіокарбоматами, меркаптанами.
Найефективнішими депресорами халькопіриту є ціаніди, які застосовуються при розділенні мідно-свинцевих і мідно-нікелевих концентратів. При цьому дія ціаніду, як депресора, залежить від рН середовища і типу застосованого збирача. Значно гірше депресуються ціанідами вторинні сульфіди міді, що пояснюється їх доброю розчинністю в ціанистих розчинах з утворенням мідно-ціанистого комплексу. Для вторинних сульфідів міді найефективнішими депресорами є феріціаніди K3Fe(CN)6 i K4Fe(CN)6, які застосовуються при розділенні мідно-свинцевих концентратів з підвищеним вмістом вторинних сульфідів міді — борніту, халькозину, ковеліну. Сульфід натрію Na2S є досить сильним депресором усіх сульфідів міді, при цьому найбільшою стійкістю до його депресуючої дії володіє халькозин (депресується при рН > 7), найменшою — халькопірит (депресується при рН > 5,5). Депресія сульфідних мідних мінералів сірчаним натрієм відбувається у результаті витиснення (десорбції) ксантогенату з поверхні мідних мінералів сульфід-йонами, що використовується при розділенні мідно-молібденових концентратів.
Солі хромової кислоти, двоокис сірки SO2, сірчаніста кислота H2SO3, сульфіти (Na2SO3) і тіосульфати (Na2S2O3) практично не депресують халькопірит, тому вони широко застосовуються при розділенні мідно-свинцевих і мідно-цинкових концентратів.
При флотації сульфідів міді вапно виявляє свою депресуючу дію при значно більш високій концентрації, ніж при флотації піриту, що використовується для їхнього розділення.
Пірит, як й усі сульфідні мінерали швидко окиснюється, при цьому на його поверхні у залежності від рН утворюються гідроксид заліза, карбонати заліза і інші сполуки. При високих значеннях рН > 7 на поверхні піриту утворюється плівка Fe(OH)3, яка характеризується дуже низькою розчинністю і не тільки перешкоджає закріпленню збирача, але й може витиснути його з поверхні мінералу. Найбільш ефективно пірит флотується ксантогенатами і дитіофосфатами в слабокислому або нейтральному середовищі при рН = 6 — 7. В лужному середовищі флотація піриту погіршується і повністю припиняється при рН > 8. Сорбція дитіофосфатів і дитіокарбоматів на піриті відбувається у значно меншому ступені, ніж на халькопіриті, вони застосовуються при селективній флотації мідно-піритних руд. Найбільш розповсюдженим депресором піриту є вапно. Дія вапна пов'язана з підвищенням рН пульпи, утворенням на поверхні піриту плівки гідроксидів заліза, адсорбцією йонів кальцію, що приводить до цементації поверхні і запобіганню адсорбції збирача. Активується пірит у кислому середовищі, коли надлишкова лужність нейтралізується подачею кислоти.
Марказит володіє більш високою флотаційною активністю і флотується тими ж збирачами і у тих же умовах, що й пірит.
Піротин — найбільш важкофлотований сульфід заліза. Піротин флотується ксантогенатами у кислому середовищі, для його активації у лужному середовищі необхідна активація мідним купоросом. Здатність піротину окиснюватись використовується при відділенні його від халькопіриту при вилученні з мідно-нікелевих руд.
Флотація є основним методом збагачення мідних руд, інші методи збагачення мають другорядне значення. Вони застосовуються головним чином для вилучення супутніх компонентів (благородних металів, олова і ін.) і підвищення комплексності використання сировини або у процесах попередньої концентрації з метою зниження собівартості переробки.
При флотаційному збагаченні мідних руд вирішуються задачі ефективного відділення сульфідних мінералів від породних, розділення сульфідів міді і заліза, підвищення комплексності використання сировини за рахунок вилучення благородних металів і інших цінних компонентів у окремі продукти або концентрати.
Рішення цих задач ускладнюється присутністю у деяких рудах первинних шламів і розчинних солей, легкофлотованих породних мінералів (слюд, сланців, графіту і ін.), активацією сульфідів заліза сполуками міді в результаті окиснення сульфідних (особливо вторинних) мідних мінералів і депресією сульфідів міді продуктами окиснення сульфідних мінералів заліза, переподрібненням особливо вторинних сульфідів і окиснених мінералів міді при підготовці до флотації руд з несприятливими структурними і текстурними особливостями.

## Технологічні схеми і особливості флотації окремих компонентів руд
Технологічні схеми переробки мідних руд залежать від їх типу, характеру вкраплення і зрощення мідних мінералів з піритом і мінералами пустої породи. Вміст міді в цих рудах звичайно невисокий — 0,4 — 2%.

Технологічна схема збагачення вкраплених мідних руд

Мідні вкраплені сульфідні руди (мідисті пісковики і мідно-порфірові руди) збагачують за різними технологічними схемами — від дуже простих, які включають основну флотацію і декілька перечисток концентрату, до складних тристадіальних з окремим промпродуктовим циклом, з роздільною флотацією пісків і шламів.
При збагаченні вкраплених руд звичайно необхідно відділити мінерали міді від піриту і мінералів пустої породи. Для депресії піриту застосовують вапно, яке подають у одну або кілька точок: рудні млини, млини подрібнення чорнового концентрату, перечисні операції. Значення рН в основній флотації змінюється від 8,5 до 11,5 і залежить від вмісту піриту в руді і ефективності збирача, що використовується. В перечисних операціях значення рН становить 11 — 12.
На більшості збагачувальних фабрик, які перероблюють мідні вкраплені руди, депресори мінералів породи, як правило, не застосовують. Однак, якщо в пульпі, що надходить на флотацію, вміст тонких породних шламів значний, у основну флотацію і перечистку концентрату подають рідке скло.
Технологічні схеми переробки мідистих пісковиків і мідно-порфірових руд з невеликим вмістом піриту — найпростіші.
Технологічна схема збагачення вкраплених мідних руд включає тристадіальне дроблення в конусних дробарках до крупності 20 мм і подрібнення в дві стадії.
Підготовлена за крупністю руда (крупність 50 — 60% класу — 0,074 мм) надходить на основну флотацію, де з руди виділяється пуста порода.
Сульфідні мінерали добре флотуються сульфгідрильними збирачами (ксантогенатами, дітіофосфатами) в лужному середовищі, що утворюється за допомогою вапна. Окиснені мінерали, якщо вони присутні в руді, також флотуються ксантогенатами і дітіофосфатами, але після їх сульфідизації сульфідом натрію . В результаті сульфідизації окиснені мінерали покриваються плівкою сульфіду міді, після чого вони флотуються як сульфідні. Як спінювачі при флотації використовують Т-66 і Т-80. Флотація включає основну, контрольну і перечисні операції.
Чорновий концентрат подрібнюється до крупності 85 — 95% класу −0,074 мм і надходить на перечисні операції. В результаті збагачення в залежності від типу збагачуваної руди, складу мідних мінералів і мінералів пустої породи, розміру їх вкраплення одержують концентрат з вмістом міді від 12 до 40% при вилученні міді в концентрат до 95%. Зневоднення концентрату здійснюється в радіальних згущувачах, вакуум-фільтрах і барабанних сушарках до вмісту вологи 5 −6%.

Технологічна схема збагачення мідно-піритних руд

Мідно-піритні руди крім мідних мінералів мають підвищений вміст сульфідів заліза, в цьому випадку при збагаченні отримують два концентрати — мідний і піритний. Такі руди збагачуються за схемами прямої селективної або колективно-селективної флотації.
За схемою прямої селективної флотації руда подрібнюється до крупності 80 — 85% класу — 0,074 мм з метою максимального відділення мідних мінералів від піриту. Спочатку флотуються мідні мінерали. Основна мідна флотація здійснюється при рН = 11 — 12 (концентрація вільної становить 0,4 — 0,8 кг/м³) для депресії піриту. Мідний концентрат для підвищення якості перед перечисними операціями подрібнюється до крупності 90 — 95% класу −0,074 мм. Піритний концентрат вилучається з відходів мідної флотації, які перед флотацією піриту звичайно згущуються. Як збирач при флотації піриту використовують бутиловий або аміловий ксантогенати.
Для активації піриту застосовують соду, залізний купорос або сірчану кислоту, які знижують рН до 5 — 7. Якщо в колчеданній руді вміст пустої породи не перевищує 10 — 15%, то відходи мідної флотації є готовим піритним концентратом. При більш високому вмісті пустої породи піритний концентрат вилучають з відходів мідної флотації після їхнього згущення.
За колективно-селективною схемою відвальні відходи отримують при крупності подрібнення до 60 — 70% класу — 0,074 мм.
Після відділення відходів продукт направляється на колективну флотацію сульфідів міді і заліза при рН = 7,5 — 8. При такій крупності можливе відділення відвальних за вмістом міді відходів. Одержаний колективний мідно-піритний концентрат подрібнюється до 80 — 95% класу −0,074 мм і направляється мідну флотацію, яка виконується після перемішування пульпи з вапном при рН = 12 — 12,5 для депресії піриту. Відходи контрольної мідної флотації вкраплених руд, як правило, містять не більше 30 — 35% сірки і тому направляються на піритну флотацію, яка проводиться після видалення надлишкового лугу до рН = 5 — 7. Реагенти, що використовуються при флотації такі: збирачі — ксантогенати, дітіофосфати, спінювачі — Т-66 і Т-80, депресор піриту — вапно.
При флотації мідевмісних руд в деяких випадках виникає проблема відділення мідних мінералів від арсенопіриту. Наприклад, при переробці сульфідно-олов'яних руд мідні мінерали (халькопірит, борніт, халькозин, ковелін, малахіт), а також арсенопірит і пірит спочатку вилучають у колективний концентрат. Мідний концентрат отримують у результаті депресії піриту і арсенопіриту при перемішуванні колективного концентрату з вапном і активованим вугіллям (рН = 12,5 — 12,8) і тривалої аерації (до 1 — 2 год).
При збагаченні масивних мідно-колчеданних руд необхідно відділити мідні мінерали від піриту і піротину. Селективна флотація таких руд ускладнюється тим, що сульфіди міді і заліза звичайно мають між собою більш тонке проростання, ніж з мінералами пустої породи. При цьому флотаційні властивості сульфідів міді і активованих сульфідів заліза близькі. Наявність вторинних сульфідів міді ще більше утруднює процес розділення. Чорновий мідний концентрат отримують при подрібненні руди до крупності 70 — 80% класу −0,074 мм. Для депресії сульфідів заліза використовують вапно, яке подається в операції подрібнення і флотації. Як збирач використовується бутиловий ксантогенат або його суміш з бутиловим аерофлотом.
Чорновий концентрат подрібнюється до крупності 90 — 95% класу −0,074 мм. Відходи мідної флотації — готовий піритний концентрат. Реагенти, що використовуються при флотації такі: збирачі — ксантогенати, дітіофосфати, спінювачі — Т-66 і Т-80, депресор піриту — вапно.

## Використання мідних концентратів
Мідь характеризується високими пластичністю, хімічною стійкістю, електропровідністю і теплопровідністю. Ці властивості обумовили її широке використання у техніці. Близько 50% міді використовується в електротехнічній промисловості для виробництва кабелів, проводів, шин тощо Із міді виготовлюють деталі холодильників, теплообмінників, вакуумній апаратури. До 40% міді використовується у вигляді різних сплавів, основними з яких є латунь (сплави з цинком), бронза (сплави з оловом), мельхіор (сплав з нікелем). Мідь використовується також для виробництва сульфату міді, мінеральних пігментів і добрив, як художній матеріал.
Невеликі домішки фосфору, арсену, стибію і алюмінію знижують теплопровідність міді, домішки бісмуту і свинцю роблять мідь ламкою, а домішка сірки — крихкою на холоді. Багато елементів, які утворюють тверді суміші з міддю, знижують її електропровідність. Хімічна активність міді слабка. При кімнатній температурі в присутності вологи і вуглекислого газу поверхня міді покривається плівкою лужного карбонату, який охороняє її від подальшого окиснення.